# Phaea kaitlinae
Phaea kaitlinae är en skalbaggsart som beskrevs av Chemsak 2000. Phaea kaitlinae ingår i släktet Phaea och familjen långhorningar. Inga underarter finns listade i Catalogue of Life.